# Plagiozopelma terminiferum
Plagiozopelma terminiferum är en tvåvingeart som först beskrevs av Walker 1858.  Plagiozopelma terminiferum ingår i släktet Plagiozopelma och familjen styltflugor. Inga underarter finns listade i Catalogue of Life.